# Morales (Bolívar)
Morales es un municipio de Colombia, situado al sur del departamento de Bolívar, a 464 km de la capital departamental, Cartagena de Indias.
La población fue colonizada por Pedro Vicente de Morales el 22 de septiembre de 1610, y convertida en municipio en 1845 después de separarse de Mompox.

## Historia
Morales fue colonizado el 22 de septiembre del año 1610, por el militar español Pedro Vicente de Morales, familiar del Alférez Miguel de Morales Valenzuela quien llegó al Nuevo Reino de Granada a finales de 1500. Fue escogido como sitio de obligatorio descanso o terminación de jornada en el trayecto de Regidor a Simití, además uno de los mejores entre Mompox y Honda.
La colonización se hizo sobre la aldea que existía en la isla, la cual llevaba el nombre de "El Tablar"; esta, estaba habitada por indígenas malibúes y tahamíes los cuales habitaban la región. El hecho de situar el poblado en la citada isla y no en las lomas de las Hondas fue la de evitar los ataques de los indios chimilas que vivían de la caza y de la pesca. En el año 1730 sus habitantes construyeron la primera iglesia la cual estaba hecha de bahareque y techo de palma amarga.
En 1880 la iglesia fue incendiada y con ella, la pequeña población desapareció por completo por el voraz incendio; para el año de 1882, la junta proconstrucción compró a Felipa Alcocer, mujer de origen judío, un lote de terreno donde se construiría la nueva iglesia y la casa cural, el predio estaba avaluado por $ 25, de los cuales solo se cancelaron $ 12 pesos del valor real.
La extensa región que ocupa hoy el Municipio de Morales fue desagregada del Municipio de Mompox en el año de 1845. Es de resaltar que su primera cabecera municipal fue el corregimiento Bodega Central, trasladara en el año de 1945 al corregimiento Olaya Herrera, pero en 1951 la Gobernación de Bolívar, ordenó nuevamente mediante decreto, que la cabecera municipal fuera ubicada en Bodega Central, lo que hizo despertar en varios ciudadanos el espíritu de lucha e ir en busca de sus derechos, reclamando que fuera trasladada la cabecera municipal a Morales, logrando que la Asamblea Departamental de Bolívar aprobara la ordenanza N.º 18, por la cual se ordenaba el traslado de la Cabecera Municipal a Morales. Es así que el día 22 de diciembre de 1961, fueron trasladados los archivos y demás componentes del ente oficial, a las instalaciones del hoy Palacio Municipal.

## Geografía
El Municipio de Morales está localizado al sur del departamento de Bolívar, hace parte de la subregión del Magdalena Medio; su cabecera municipal se localiza en la margen oriental del brazo de su mismo nombre del río Magdalena en la isla Morales, a los 08° 16’ 48’’ de latitud norte y 73° 52’ 19’’ de longitud oeste; la cabecera está a una altitud de 25 metros sobre el nivel del mar. Su temperatura media máxima varía entre los 34,8 – 36,2 °C, mantiene una humedad relativa del 70 %, su precipitación media anual es de 1.110,4 mm. Dista de Cartagena 464 km, su área municipal es de 1.338,6 km² (133.860 ha) de la cual al sector rural le corresponden 1.337,48 km² (133.748 ha).

### Límites del municipio
Limita al norte con el Municipio de Arenal y Río Viejo, por el este lo separa el Río Magdalena y Gamarra en el Departamento del César, por el sur con los Municipios de Simití y Santa Rosa del Sur en el Departamento de Bolívar y el Municipio de Puerto Wilches en el Departamento de Santander y por el Oeste con el Municipio de Montecristo.

## División Político-Administrativa
Aparte, de su Cabecera municipal. Morales tiene bajo su jurisdicción los centros poblados:
- Bocas de La Ciénaga
- Boca de La Honda
- Bodega Central
- El Corcovado
- El Dique
- La Esmeralda
- La Palma
- Las Pailas
- Los Arrayanes
- Micoahumado
- Paredes de Ororia
- San Luquitas
- San Pedro Frío (Mina Vieja)

### Veredas
Además, el municipio tiene constituida 65 veredas.

## Economía
La economía municipal se sustenta y depende en su totalidad de la explotación de renglones productivos como son: la agricultura, la ganadería, la minería, la pesca y el comercio informal, en menor escala.
SUBSECTOR AGRÍCOLA
La agricultura se convirtió en la primera fase del desarrollo y es la actividad económica base de los pueblos latinoamericanos, de ahí que de su buena explotación dependerá el crecimiento, el desarrollo y el progreso para la región.
En el municipio de morales se da la explotación agrícola desde la época indígena y desde los primeros pobladores, de donde se derivan las prácticas tradicionales del campesino moralero.
La yuca se constituye en una de las bases alimenticias de la población del municipio de Morales, debido a su sencilla forma de reproducción por tallos. Se cultivan las variedades de “mona blanca”, “ligerita” y “desgonza”. Actualmente (2004) se cultivan aproximadamente una 1.000 hectáreas y el rendimiento del cultivo no es óptimo solo alcanza las 10 ton/has; la época de cultivo se realiza en los meses de abril a mayo y de julio a agosto. El principal problema de este cultivo el desconocimiento por parte del campesinado de la maleza.
El sorgo se siembra en los meses de abril a mayo y de agosto a septiembre; se cultiva principalmente en los corregimientos de El Dique, Bodega Central, Las Pailas, +-la esmeralda
y La Palma, se destinan aproximadamente unas 1.650 ha, calculándose un rendimiento promedio de 3.000 kilogramos, es considerado uno de los cultivos más fáciles y más rentables debido a los bajos costos en que se incurren en su cosecha, el tipo de semilla utilizado es la sabana, la sabana, la sinupar y la pioner. El principal problema de este cultivo es que no se controlan las enfermedades.
El cultivo de fríjol en el municipio de Morales, alcanza las 1.000 has, los productores están ubicados en los corregimientos de Micoahumado, Corcovado y Paredes de Ororia. El rendimiento promedio para este cultivo es de 10 000 kilogramos por hectáreas y las variedades utilizadas son la caraota, el rosado, radical y el palomo, su época de siembra es en los meses de abril y mayo en el primer semestre y los meses de agosto y septiembre ene. Segundo semestre. Este cultivo ha sido impulsado por el PDPMM como forma de reemplazar los cultivos de coca, pero los bajos precios del mercado han desestimulado su siembra progresiva, este cultivo padece los siguientes problemas.
Las variedades de plátano más cultivadas en el municipio son el Dominico y el Hartón, el mafufo, los cuales generalmente se cultivan en terrenos aledaños a la cabecera municipal y en el corregimiento de Paredes de Ororia; se estima que actualmente se utilizan 150 hectáreas para tal fin y la siembra es realizada en los meses de marzo a abril. Sus principales problemas radican en:
Uno de los cultivos más importantes en la economía de la región, es el maíz, se destinan unas 1.500 hectáreas a este cultivo, el rendimiento por hectárea es de 1.800 kilogramos, su época de siembra es en el primer semestre los meses de abril y mayo y en el segundo semestre los meses de agosto y septiembre, la variedad sembrada es la regional, la máxima, la ICA V 155, la ICA V 156, híbrido amarillo 4.004 y 5.005, maxter y híbrido blanco 363 y 343. Entre los principales problemas que tiene este cultivo se cuentan los siguientes:
La siembra de algodón ha decaído notablemente en el municipio, debido a la crisis del sector agropecuario del país que se refleja en la caída de los precios; se suma a ello la falta de estímulos por parte del Gobierno. Solo se cultivan 340 Ha, alcanzando un rendimiento promedio de 2.000 kilogramos por hectárea, las semillas utilizadas principalmente son Delta gel, Dp 90, Corpoica 123, vallenata 135 y opal transgénico BT.
En el municipio se desarrollan otros cultivos de menor importancia económica como el café, el cacao (200 has) y la caña de azúcar que se realizan a menor escala. Existe también un gran número de hectáreas dedicadas a cultivos ilícitos (coca), que causan el desplazamiento de cultivos legales debido a su alta rentabilidad. Además se produce una gran cantidad y variedad de frutas tropicales como la guayaba agria, guayaba común, limón, lulo, etc. 
En general uno de los principales problemas del sector agrícola del municipio lo constituye las pérdidas poscosechas las cuales ascienden a un 30 % y se debe a la falta de centros de acopio, dadas las pocas alternativas de comercialización y de asistencia técnica, lo que genera la utilización de intermediarios.
SUBSECTOR GANADERO
La ganadería es la actividad más importante en la economía municipal, debido a su participación. Del total de tierras aptas son dedicadas al cultivo de pastos 21.962 hectáreas, dentro de la cual se realiza o se desarrolla la actividad pecuaria con un número de 54.577 cabezas de ganado bovino.
La raza predominante es la Cebú cruzada y la criolla, con un doble propósito, la comercialización de la carne y la leche.
Esta explotación se hace de manera extensiva con pastoreo libre y continuo, en total se cuentan 483 predios dedicados a esta actividad que se concentran en los corregimientos de La Esmeralda, Boca de la Honda, la Palma, El Dique, Bodega Central, Las Pailas, Paredes de Ororia y alrededores de la cabecera.
Además de esta actividad, continúan en orden de importancia la actividad equina con 2.212 ejemplares y la explotación ovina, porcina y caprina con 1.649, 1.170 y 119 cabezas.
La explotación de aves se realiza para consumo doméstico y como una fuente alterna de ingreso para los propietarios de fincas.
PRODUCCIÓN PECUARIA Y COMERCIALIZACIÓN
En el municipio de Morales según la umatam, la actividad pecuaria de bovinos es realizada con doble propósito, para la producción de carne y de leche. Se calcula que el peso promedio de sacrificio de un novillo es de 400 kilogramos, de un ternero 150 kilogramos, se producen 720 litros de leche al año aproximadamente por vaca y una gallina produce 150 huevos al año aproximadamente. Los cerdos al momento de sacrificio poseen en promedio 80 kilogramos de peso, los pollos 2 kilogramos y los ovinos 25 kilogramos.
La comercialización de la carne se realiza en la cabecera municipal y en cada uno de los corregimientos, la leche es comercializada en las fábricas de quesillo de la cabecera municipal en un porcentaje del 70%, 15% en las fábricas procesadoras de leche en Aguachica, César y el restante 15% se utiliza para consumo interno de la población.
PROBLEMAS O LIMITANTES DEL SUBSECTOR
Entre los principales problemas que le afectan se pueden mencionar los siguientes:
• Carencia de sistemas de riego.
• Instalaciones inadecuadas para el suministro de agua.
• Elevados costos de los concentrados, además de su baja calidad.
• El área de potreros es muy grande, motivo por el cual se desperdicia demasiado pasto.
• Mal manejo en la rotación de pastos
• Los reproductores no son de buena calidad.
• Baja calidad nutritiva de pastos.
• No se suministran los insumos necesarios para la producción.
• Se carecen de razas mejoradas y especializadas en la producción de carne.
• La alimentación es baja en proteínas.
SUBSECTOR PESQUERO
Esta actividad es desarrollada totalmente de manera rudimentaria y artesanal, los volúmenes de pesca cada vez son menores, ante lo indiscriminado de la labor, que en algunas ocasiones no alcanza los tamaños reglamentarios o legales, además la sedimentación de las ciénagas y ríos influye negativamente en la riqueza hídrica. Las principales especies en la región son: el bocachico, el bagre y el blanquillo.
SUBSECTOR MINERO
En el municipio de Morales se efectúa la explotación de yacimientos auríferos en el corregimiento de Mina Gallo, ubicado en la serranía de San Lucas, en región aledaña al municipio de Santa Rosa del Sur, considerada esta zona como de alta violencia. Esta explotación es efectuada con pocos niveles de control, por lo cual las fuentes hídricas de la región como las quebradas de Arenal y la Honda presentan altos niveles de contaminación con químicos como cianuro y mercurio.
Las regalías por este concepto en la región son percibidas principalmente por otros municipios, teniendo en cuenta que debido a la falta de vías de comunicación están son declaradas por fuera del municipio, las minas más importantes localizadas en el área municipal son: vieja, nueva, quemada, chelín, teta, tanga, mosquito, cristiana, tabaco, tabaquito, macho, fácil, unión, estrella, san luquita, mochila, pista, caracol, palma, esperanza, escopeta, cañón, suiza, La Recocha, La India, La Araña, Boleta, Café, Cachaca, Ñero, Canuto, Tigre, Flor, Argentina, Viejito, Parrón, Piedra, Grillo, Central, Galla o Caribe, Brecha, San Juan, Estrella y Espada.
ACTIVIDAD COMERCIAL
Debido a la cercanía del municipio de Morales con el departamento de Santander, este se ha visto influenciado por la llegada de comerciantes hacia el municipio para realizar el montaje de negocios. El problema que afecta este sector es que los habitantes del municipio muchas veces prefieren trasladarse a la ciudad de Aguachica a realizar sus compras buscando mejores precios, es por esto que la actividad no ha crecido como es de esperarse.
El área comercial se concentra en la zona del puerto en donde se localizan todo tipo de actividades tales como cantinas, bares, tiendas, graneros, billares, almacenes, residencias, depósitos, gasolineras y restaurantes.
ACTIVIDAD INDUSTRIAL
El sector industrial del municipio de Morales muestra una buena proyección aunque la participación de este sector es mínima en la economía, solo sobresalen en el municipio pequeñas fábricas de quesillo, que con un poco de apoyo y estímulo, producirían en mayor escala y llegarían a otros mercados, colocándose en un nivel de privilegio a nivel regional. También existen panaderías y fábricas de ladrillos (hornos).
ACTIVIDAD DE SERVICIOS
Las actividades de servicios son aquellas destinadas a satisfacer las necesidades de la comunidad, en este aspecto el municipio esta bastante atrasado, solo se cuenta con establecimientos de bebidas y comidas, restaurantes, sitios de diversión y de baile y el servicio de transporte.

## Vías de comunicación

### Terrestres
El principal carreteable es el que se comunica a la cabecera municipal con el municipio de Gamarra, el cual tiene una extensión de 17 kilómetros, actualmente esta pavimentado en lo que respecta a sus primeros 6 kilómetros.

### Fluviales
En esta región es muy utilizada además la vía fluvial, permitiendo la comunicación de la cabecera municipal con la mayoría de sus Corregimientos, pero con la dificultad que este tipo de transporte es demasiado costoso.

## Símbolos municipales

### Escudo
El perímetro de forma polaca simple, de seis tantos de ancho por seis de alto dispuesto en cuarteles. El esplendor de la región alta o montañosa y la feracidad de sus tierras. El cantón siniestro superior o jefe, en campo verde, representa el esplendor de la región alta o montañosa y la feracidad de sus tierras. El cantón siniestro superior o jefe, en campo amarillo, ostenta los elementos representativos de la actividad minera, como máxima expresión de nuestras riquezas. El cantón diestro de la punta, igualmente de fondo amarillo, lleva cuatro estrellas de cinco puntas, dispuestas cada una de ellas en orientación a los cuatro puntos cardinales denotando amistad con nuestros visitantes y representando además las divisiones territoriales sufridas por el municipio a través de su historia, dando origen a cuatro entes territoriales distintos: Morales, Río Viejo, Regidor y Arenal. El cantón siniestro de la punta, en campo azul, simboliza la parte baja o cenagosa; y así mismo la riqueza de nuestras fuentes hídricas.
El escudo se encuentra adornado por dos palmeras: una a cada lado horizontal, las cuales hacen alusión al nombre de fundación de la sede administrativa de este municipio: “San Sebastián de las Palmas de Morales “, el cual va inscrito en letras negras sobre una cinta ondeante, en plata; asida a la base del escudo y que descansa sobre la raíz de las palmeras. 

### Himno
Autor: LICENCIADA MARLENE GARRIDO TAFUR
HIMNO A MORALES
CORO
Entonemos juntos
Con gran alegría
A la tierra amada
Un himno de vida
I
Morales tus hijos te aclaman
Llenos de gran emoción
Cantando todos unidos
Con alegría y con amor
Tú gestas tu raza tu nombre
Don Pedro Morales nos da
De España llegó ese gran hombre
Del pueblo de San Sebastián
CORO
II
En valles del Magdalena
El río su cause lleva
En tierra fértil y buena
Se ve esa isla tan bella
Las ciénagas con sus riquezas
Los caños que le dan vida
La serranía de San lucas
Acá en el Sur de Bolívar
CORO
III
En campo de aguas y montes
El hombre explota su fuente
Activo lucha y trabaja
Porque es de raza valiente
Progreso y paz siempre espera
En su afán sin igual
Luchemos todos unidos
Por ese gran ideal
CORO
IV
Don Bernabé Trespalacios
Un monumento dono
El pueblo que lo convierte
En un apóstol de Dios
La gran reliquia histórica
De aspecto muy colonial
El tiempo se levanta erguido
Como sede Parroquial

## Estructura organizacional municipal
| Morales      | Morales     | Morales                    |
| Departamento | Código DANE | Categoría municipal (2023) |
| ------------ | ----------- | -------------------------- |
| Bolívar      | 13473       | Sexta                      |

- Personería: Es un centro del Ministerio Público de Colombia que ejerce, vigila y hace control sobre la gestión de las alcaldías y entes descentralizados; velan por la promoción y protección de los derechos humanos; vigilan el debido proceso, la conservación del medio ambiente, el patrimonio público y la prestación eficiente de los servicios públicos, garantizando a la ciudadanía la defensa de sus derechos e intereses.

- Concejo Municipal: Es la suprema autoridad política del municipio. En materia administrativa sus atribuciones son de carácter normativo. También le corresponde vigilar y hacer control político a la administración municipal. Se regulan por los reglamentos internos de la corporación en el marco de la Constitución Política Colombiana (artículo 313) y las leyes, en especial la Ley 136 de 1994 y la Ley 1551 de 2012.

Constituido por 11 concejales por un periodo de 4 años.
- Alcaldía Municipal: En esta se encuentra la administración municipal y las entidades descentralizadas del municipio.

El Alcalde se pronuncia mediante decretos y se desempeña como representante legal, judicial y extrajudicial del municipio. El actual Alcalde municipal es  Ezequiel Salcedo Cardoso (2024-2027), elegido por voto popular.
- JAL.